# 李家洋
李家洋 ForMemRS（1956年7月—），男，安徽肥西人，中国植物分子遗传学家。曾任中华人民共和国农业部副部长、中国农业科学院院长。中共第十八届中央候补委员，第十三届全国人大常委会委员。

## 生平
1982年毕业于安徽农学院（现安徽农业大学），1984年获中国科学院遗传研究所硕士学位，1991年获美国布兰戴斯大学生物学博士学位，美国康乃尔大学汤普逊植物研究所从事博士后工作。1994年回国工作，历任中国科学院遗传研究所所长助理、所长，遗传与发育生物学研究所所长。2004年1月，任中国科学院副院长、党组成员，兼任中国遗传学会理事长。2011年10月，任农业部党组成员、副部长兼中国农业科学院院长。2016年12月，不再担任农业部副部长、中国农业科学院院长。2018年2月24日，当选为第十三届全国人大代表。

## 社会兼职
- 中国遗传学会理事长
- 中共第十八届中央候补委员
- 第十三届全国人大常委会委员

## 奖项和荣誉

### 奖项
- 2004年获全球华人生物科学家大会生命科学成就奖
- 2004年获何梁何利生命科学奖
- 2005年获国家自然科学奖二等奖
- 2005年获发展中国家科学院讲演奖
- 2005年获长江学者成就二等奖
- 2011年，获得美国植物生物学家协会（American Society of Plant Biologists, ASPB) 终身会员奖（Corresponding Membership Award）
- 2013年获中国科学院杰出科技成就奖

### 荣誉
- 1995年获“国家杰出青年基金”
- 1997年获中国科学院“百人计划”
- 2001年当选为中国科学院院士
- 2002年获国家自然科学委员会“创新研究群体”科学基金
- 2004年获中国十大科技新闻人物
- 2004年当选为发展中国家科学院院士
- 2011年当选为美国科学院外籍院士
- 2012年当选为德国科学院院士
- 2013年当选欧洲分子生物学组织（EMBO）外籍成员[4]
- 2015当选为英国皇家学会外籍会员